# Heard It Through the Grapevine
Heard It Through the Grapevine (hangul: 풍문으로 들었소; rr: Pungmuneuro Deoreotso) é uma telenovela sul-coreana exibida pela emissora SBS entre 23 de fevereiro a 2 de junho de 2015, ás segundas e terças-feiras, com um total de trinta episódios. É estrelada por Yoo Jun-sang, Yoo Ho-jeong, Go Ah-sung e Lee Joon. Seu enredo satiriza o modo de vida da classe alta da Coreia, que exerce um grande poder e prospera através da riqueza e da linhagem que lhe foram herdadas. 
Heard It Through the Grapevine rendeu diversos prêmios para seu elenco, além de vencer o prêmio de Melhor Drama no Baeksang Arts Awards de 2015.

## Enredo
Han Jeong-ho (Yoo Jun-sang) e Choi Yeon-hee (Yoo Ho-jeong) são um casal rico de uma família de prestígio. Sua reputação de família perfeita é subitamente arruinada porque seu filho adolescente, Han In-sang (Lee Joon), engravida sua namorada Seo Bom (Go Ah-sung), pertencente a uma família comum. Bom está determinada a suportar ser isolada de sua própria família e a receber a humilhação de seus sogros pelo bem de futuro de seu filho, enquanto In-sang luta entre seu amor por ela e as altas expectativas de sua família.

## Elenco

### Principal
- Yoo Jun-sang como Han Jeong-ho (47)

O patriarca da família Han, um clã de prestígio e rico que, por gerações, produziu muitos advogados altamente respeitados e bem-sucedidos, que influenciaram a política e a economia da Coreia do Sul. Como seus antecessores, Jeong-ho é rigoroso e perfeccionista.
- Yoo Ho-jeong como Choi Yeon-hee (45)

A bela, elegante, socialite inteligente e esposa de Jeong-ho. Ela sabe secretamente que seu filho se sente sobrecarregado e pressionado a corresponder às expectativas de sua família, mas nunca falou sobre isso.
- Lee Joon como Han In-sang (18)

Filho de Jeong-ho e Yeon-hee. In-sang recebeu a melhor criação e educação que o dinheiro pode comprar. Aparentemente, ele parece um garoto perfeito, mas na verdade se sente pressionado por sua família e colegas.
- Go Ah-sung como Seo Bom (18)

A segunda filha de uma família comum que vive em um bairro pobre. Ela está determinada a ter um futuro melhor, por isso se esforça muito em seus estudos. Inteligente e popular, acaba escolhida para participar de um prestigiado acampamento de inglês, onde conhece e se apaixona por Han In-sang.

### De apoio
- Jang Hyun-sung como Seo Hyeong-shik (47)
- Yoon Bok-in como Kim Jin-ae (45)
- Gong Seung-yeon como Seo Noo-ri (22)
- Ye Soo-jung como mãe de Joo-young
- Jeon Suk-chan como Seo Chul-shik (43)
- Park So-young como Han Yi-ji (16)
- Baek Ji-yeon como Ji Young-ra (45)
- Jang Ho-il como Song Jae-won (45)
- Kim Ho-jung como Uhm So-jeong (45)
- Seo Jeong-yeon como Lee Seon-sook (43)
- Lee Sun-joo como Hong Geum-yeon (60)
- Gil Hae-yeon como Yang Jae-hwa (53)
- Jang So-yeon como Min Joo-young (29)
- Lee Hwa-ryong como Kim Tae-woo (35)
- Park Jin-young como Baek Dae-hun (60)
- Baek Ji-won como Yoo Shin-young (37)
- Kim Kwon como Yoon Je-hoon (26)
- Jung Yoo-jin como Jang Hyun-soo (18)
- Kim Jung-young como Jung-soon (55)
- Jung Ga-ram como Sung Min-jae (18)
- Kim Hak-sun como Mordomo Park (58)

## Recepção
Na tabela abaixo, os números azuis representam as audiências mais baixas e os números vermelhos representam as audiências mais elevadas.
| Episódio | Data de transmissão     | Audiência média | Audiência média              | Audiência média | Audiência média              |
| Episódio | Data de transmissão     | TNmS Ratings    | TNmS Ratings                 | AGB Nielsen     | AGB Nielsen                  |
| Episódio | Data de transmissão     | Em todo o país  | Região Metropolitana de Seul | Em todo o país  | Região Metropolitana de Seul |
| -------- | ----------------------- | --------------- | ---------------------------- | --------------- | ---------------------------- |
| 1        | 23 de fevereiro de 2015 | 6.8%            | 8.7%                         | 7.2%            | 8.3%                         |
| 2        | 24 de fevereiro de 2015 | 7.9%            | 10.6%                        | 8.1%            | 9.7%                         |
| 3        | 2 de março de 2015      | 7.0%            | 9.9%                         | 6.5%            | 7.2%                         |
| 4        | 3 de março de 2015      | 7.9%            | 10.5%                        | 8.7%            | 10.0%                        |
| 5        | 9 de março de 2015      | 8.1%            | 10.2%                        | 8.3%            | 9.4%                         |
| 6        | 10 de março de 2015     | 8.3%            | 10.7%                        | 9.0%            | 10.4%                        |
| 7        | 16 de março de 2015     | 8.2%            | 10.5%                        | 10.1%           | 11.8%                        |
| 8        | 17 de março de 2015     | 8.3%            | 11.1%                        | 9.3%            | 10.6%                        |
| 9        | 23 de março de 2015     | 8.7%            | 11.5%                        | 10.7%           | 13.0%                        |
| 10       | 24 de março de 2015     | 9.4%            | 12.5%                        | 10.5%           | 12.2%                        |
| 11       | 30 de março de 2015     | 9.1%            | 11.9%                        | 10.3%           | 12.1%                        |
| 12       | 31 de março de 2015     | 9.5%            | 12.7%                        | 12.0%           | 13.7%                        |
| 13       | 6 de abril de 2015      | 9.2%            | 11.7%                        | 11.3%           | 12.4%                        |
| 14       | 7 de abril de 2015      | 10.3%           | 13.2%                        | 11.0%           | 12.3%                        |
| 15       | 13 de abril de 2015     | 10.5%           | 13.2%                        | 11.6%           | 13.3%                        |
| 16       | 14 de abril de 2015     | 10.1%           | 13.1%                        | 11.7%           | 12.9%                        |
| 17       | 20 de abril de 2015     | 11.1%           | 13.4%                        | 11.6%           | 12.2%                        |
| 18       | 21 de abril de 2015     | 11.3%           | 13.6%                        | 12.8%           | 13.6%                        |
| 19       | 27 de abril de 2015     | 9.8%            | 12.1%                        | 11.1%           | 12.9%                        |
| 20       | 28 de abril de 2015     | 10.9%           | 14.2%                        | 12.2%           | 13.7%                        |
| 21       | 4 de maio de 2015       | 8.3%            | 10.2%                        | 9.3%            | 9.8%                         |
| 22       | 5 de maio de 2015       | 10.8%           | 14.1%                        | 10.9%           | 11.6%                        |
| 23       | 11 de maio de 2015      | 9.3%            | 11.3%                        | 10.6%           | 11.5%                        |
| 24       | 12 de maio de 2015      | 9.4%            | 11.4%                        | 10.1%           | 10.6%                        |
| 25       | 18 de maio de 2015      | 8.8%            | 10.9%                        | 10.4%           | 11.3%                        |
| 26       | 19 de maio de 2015      | 9.2%            | 11.7%                        | 10.8%           | 11.8%                        |
| 27       | 25 de maio de 2015      | 9.3%            | 11.6%                        | 10.0%           | 11.5%                        |
| 28       | 26 de maio de 2015      | 9.2%            | 11.4%                        | 9.8%            | 11.2%                        |
| 29       | 1 de junho de 2015      | 9.6℅            | 12.0%                        | 11.0%           | 12.0%                        |
| 30       | 2 de junho de 2015      | 11.1%           | 14.9%                        | 11.7%           | 12.9%                        |
| Média    | Média                   | 9.2%            | 11.8%                        | 10.3%           | 11.5%                        |

## Prêmios e indicações
| Ano  | Prêmio               | Categoria                                              | Beneficiário                   | Resultado |
| ---- | -------------------- | ------------------------------------------------------ | ------------------------------ | --------- |
| 2015 | Baeksang Arts Awards | Melhor Drama                                           | Heard It Through the Grapevine | Venceu    |
| 2015 | Baeksang Arts Awards | Melhor Diretor                                         | Ahn Pan-seok                   | Indicado  |
| 2015 | Baeksang Arts Awards | Melhor Roteiro                                         | Jung Sung-joo                  | Indicado  |
| 2015 | Baeksang Arts Awards | Melhor Ator Revelação                                  | Lee Joon                       | Indicado  |
| 2015 | Baeksang Arts Awards | Melhor Atriz Revelação                                 | Go Ah-sung                     | Venceu    |
| 2015 | Baeksang Arts Awards | Melhor Atriz Revelação                                 | Baek Ji-yeon                   | Indicado  |
| 2015 | Korea Drama Awards   | Melhor Drama                                           | Heard It Through the Grapevine | Indicado  |
| 2015 | Korea Drama Awards   | Melhor Diretor de Produção                             | Ahn Pan-seok                   | Indicado  |
| 2015 | Korea Drama Awards   | Prêmio de Excelência Superior, Ator                    | Yoo Jun-sang                   | Indicado  |
| 2015 | Korea Drama Awards   | Prêmio de Excelência, Ator                             | Lee Joon                       | Venceu    |
| 2015 | APAN Star Awards     | Prêmio de Excelência Superior, Ator de Drama em Série  | Yoo Jun-sang                   | Indicado  |
| 2015 | APAN Star Awards     | Prêmio de Excelência Superior, Atriz de Drama em Série | Yoo Ho-jeong                   | Indicado  |
| 2015 | APAN Star Awards     | Prêmio de Excelência, Ator de Drama em Série           | Lee Joon                       | Venceu    |
| 2015 | APAN Star Awards     | Prêmio de Excelência, Atriz de Drama em Série          | Go Ah-sung                     | Indicado  |
| 2015 | APAN Star Awards     | Melhor Ator Coadjuvante                                | Jang Hyun-sung                 | Indicado  |
| 2015 | APAN Star Awards     | Melhor Atriz Coadjuvante                               | Gil Hae-yeon                   | Venceu    |
| 2015 | APAN Star Awards     | Melhor Atriz Revelação                                 | Baek Ji-yeon                   | Indicado  |
| 2015 | SBS Drama Awards     | Prêmio de Excelência Superior, Ator em Drama Especial  | Yoo Jun-sang                   | Venceu    |
| 2015 | SBS Drama Awards     | Prêmio de Excelência, Atriz em Drama Especial          | Go Ah-sung                     | Venceu    |
| 2015 | SBS Drama Awards     | Prêmio Especial, Ator em Drama Especial                | Jang Hyun-sung                 | Venceu    |
| 2015 | SBS Drama Awards     | Prêmio de Nova Estrela                                 | Go Ah-sung                     | Venceu    |
| 2015 | SBS Drama Awards     | Prêmio de Nova Estrela                                 | Gong Seung-yeon                | Venceu    |

## Transmissão internacional
- Nas Filipinas, sua exibição ocorreu a partir de 5 de março de 2018, através da Jeepney TV e pela Asianovela Channel, a partir de dezembro de 2018.